# میدان گازی وراوی
میدان گازی وراوی یکی از میدان‌های گازی ایران است که در تاقدیس وراوی (کوه نر) شهرستان‌های لامرد و خنج در جنوب استان فارس قرار دارد. این میدان گازی دارای ۸ حلقه چاه و تسهیلات سرچاهی، یک چند راهه و خطوط لوله می‌باشد. گاز این میدان به وسیله یک خط لوله ۱۶ اینچ به طول ۱۶ کیلومتر به پالایشگاه پارسیان ارسال می‌شود. توان تولید روزانه گاز این میدان ۵/۸ میلیون متر مکعب و توان تولید مایعات گازی آن ۱۴۴۰ بشکه است.
میدان گازی وراوی به همراه میدان‌های گازی تابناک، هما و شانول، چهار میدان فعال منطقه عملیاتی پارسیان به‌شمار می‌روند که در مجاورت شهرهای پارسیان، لامرد، خنج و مهر قرار گرفته‌اند.